# Лук кашский
Лук кашский (лат. Allium kaschianum) — многолетнее травянистое растение, вид рода Лук (Allium) семейства Луковые (Alliaceae).

## Распространение и экология
В природе ареал вида охватывает Киргизстан, юго-восточные районы Казахстана и Китай (Синьцзян-Уйгурский автономный район).
Произрастает на лугово-степных склонах гор.

## Ботаническое описание
Луковицы почти цилиндрические, диаметром 1—1,5 см, с кожистыми тёмно-бурыми, раскалывающимися на узкие участки оболочками, по 1—нескольку прикреплены к корневищу, образуют рыхловатую дернину. Стебель высотой 15—40 см, на треть или на половину одетый гладкими влагалищами листьев.
Листья в числе 4—5, узколинейные, шириной 1—3 мм, плосковатые, по краю шероховатые, немного короче или, обычно, немного длиннее стебля.
Чехол коротко заострённый, равный зонтику, остающийся. Зонтик шаровидный или полушаровидный, сравнительно немногоцветковый, густой, почти головчатый. Листочки колокольчатого околоцветника бледно-розовато-сиреневатые с сильной более тёмной жилкой, длиной около 5 мм, туповатые, наружные продолговато-ланцетные, немного короче внутренних продолговато-эллиптических. Нити тычинок в полтора раза длиннее листочков околоцветника, при самом основании между собой и с околоцветником сросшиеся, цельные, шиловидвые, почти равные. Столбик сильно выдается из околоцветника.
Коробочка равна околоцветнику.

## Таксономия
Вид Лук кашский входит в род Лук (Allium) семейства Луковые (Alliaceae) порядка Спаржецветные (Asparagales).
|  |                                      |  |                                                             |                                                             |                   |  | ещё 24 семейства (согласно Системе APG II) | ещё 24 семейства (согласно Системе APG II) |                     |  |  |  | ещё более 870 видов |
|  |                                      |  |                                                             |                                                             |                   |  | ещё 24 семейства (согласно Системе APG II) | ещё 24 семейства (согласно Системе APG II) |                     |  |  |  | ещё более 870 видов |
|  |                                      |  |                                                             | порядок Спаржецветные                                       |                   |  |                                            |                                            | род Лук             |  |  |  |                     |
|  |                                      |  |                                                             | порядок Спаржецветные                                       |                   |  |                                            |                                            | род Лук             |  |  |  |                     |
|  | отдел Цветковые, или Покрытосеменные |  |                                                             |                                                             | семейство Луковые |  |                                            |                                            | вид Лук кашский     |  |  |  |                     |
|  | отдел Цветковые, или Покрытосеменные |  |                                                             |                                                             | семейство Луковые |  |                                            |                                            |                     |  |  |  |                     |
|  |                                      |  | ещё 44 порядка цветковых растений (согласно Системе APG II) | ещё 44 порядка цветковых растений (согласно Системе APG II) |                   |  |                                            | ещё около 300 родов                        | ещё около 300 родов |  |  |  |                     |
|  |                                      |  |                                                             | ещё 44 порядка цветковых растений (согласно Системе APG II) |                   |  |                                            |                                            | ещё около 300 родов |  |  |  |                     |